# هانا آرنت (فیلم)
«هانا آرنت» (انگلیسی: Hannah Arendt) فیلمی در ژانر درام به کارگردانی مارگارته فون تروتا است که در سال ۲۰۱۲ منتشر شد. از بازیگران آن می‌توان به باربارا سکووا، جانت مک‌تیر، یولیا ینچ و هاروی فریدمن اشاره کرد.